# Mazé
Mazé és un municipi francès situat al departament de Maine i Loira i a la regió de País del Loira. L'any 2007 tenia 4.547 habitants.

## Demografia

### Població
El 2007 la població de fet de Mazé era de 4.547 persones. Hi havia 1.647 famílies de les quals 295 eren unipersonals (164 homes vivint sols i 131 dones vivint soles), 583 parelles sense fills, 704 parelles amb fills i 65 famílies monoparentals amb fills.
La població ha evolucionat segons el següent gràfic:
Habitants censats

### Habitatges
El 2007 hi havia 1.798 habitatges, 1.662 eren l'habitatge principal de la família, 55 eren segones residències i 81 estaven desocupats. 1.704 eren cases i 86 eren apartaments. Dels 1.662 habitatges principals, 1.369 estaven ocupats pels seus propietaris, 269 estaven llogats i ocupats pels llogaters i 24 estaven cedits a títol gratuït; 21 tenien una cambra, 96 en tenien dues, 194 en tenien tres, 395 en tenien quatre i 956 en tenien cinc o més. 1.367 habitatges disposaven pel capbaix d'una plaça de pàrquing. A 617 habitatges hi havia un automòbil i a 945 n'hi havia dos o més.

### Piràmide de població
La piràmide de població per edats i sexe el 2009 era:
| Homes | Edats   | Dones |
| ----- | ------- | ----- |
| 4     | 95 o +  | 32    |
| 12    | 90 a 94 | 20    |
| 16    | 85 a 89 | 44    |
| 20    | 80 a 84 | 36    |
| 80    | 75 a 79 | 96    |
| 96    | 70 a 74 | 72    |
| 80    | 65 a 69 | 104   |
| 80    | 60 a 64 | 96    |
| 76    | 55 a 59 | 96    |
| 104   | 50 a 54 | 92    |
| 172   | 45 a 49 | 132   |
| 136   | 40 a 44 | 156   |
| 184   | 35 a 39 | 180   |
| 136   | 30 a 34 | 124   |
| 40    | 25 a 29 | 84    |
| 108   | 20 a 24 | 68    |
| 156   | 15 a 19 | 124   |
| 140   | 10 a 14 | 160   |
| 172   | 5 a 9   | 96    |
| 128   | 0 a 4   | 132   |

## Economia
El 2007 la població en edat de treballar era de 2.793 persones, 2.153 eren actives i 640 eren inactives. De les 2.153 persones actives 1.993 estaven ocupades (1.071 homes i 922 dones) i 160 estaven aturades (68 homes i 92 dones). De les 640 persones inactives 265 estaven jubilades, 205 estaven estudiant i 170 estaven classificades com a «altres inactius».

### Ingressos
El 2009 a Mazé hi havia 1.751 unitats fiscals que integraven 4.810,5 persones, la mediana anual d'ingressos fiscals per persona era de 17.923 €.

### Activitats econòmiques
Dels 156 establiments que hi havia el 2007, 2 eren d'empreses extractives, 3 d'empreses alimentàries, 1 d'una empresa de fabricació de material elèctric, 8 d'empreses de fabricació d'altres productes industrials, 36 d'empreses de construcció, 25 d'empreses de comerç i reparació d'automòbils, 12 d'empreses de transport, 10 d'empreses d'hostatgeria i restauració, 2 d'empreses d'informació i comunicació, 9 d'empreses financeres, 8 d'empreses immobiliàries, 7 d'empreses de serveis, 15 d'entitats de l'administració pública i 18 d'empreses classificades com a «altres activitats de serveis».
Dels 57 establiments de servei als particulars que hi havia el 2009, 1 era una oficina de correu, 3 oficines bancàries, 1 funerària, 6 tallers de reparació d'automòbils i de material agrícola, 1 autoescola, 3 paletes, 8 guixaires pintors, 9 fusteries, 6 lampisteries, 4 electricistes, 4 perruqueries, 6 restaurants, 2 agències immobiliàries i 3 salons de bellesa.
Dels 7 establiments comercials que hi havia el 2009, 1 era un hipermercat, 1 un supermercat, 1 una gran superfície de material de bricolatge, 3 fleques i 1 una carnisseria.
L'any 2000 a Mazé hi havia 60 explotacions agrícoles que ocupaven un total de 1.505 hectàrees.

## Equipaments sanitaris i escolars
El 2009 hi havia 2 farmàcies i 1 ambulància.
El 2009 hi havia 1 escola maternal i 2 escoles elementals.

## Poblacions més properes
El següent diagrama mostra les poblacions més properes.